# シロオビコビトクイナ
シロオビコビトクイナ（Laterallus xenopterus）は、ツル目クイナ科コガタクイナ属に分類される鳥類。別名シロオビクイナ。

## 分布
パラグアイ中部、ブラジル中部、ボリビア
模式標本の産地（模式産地）はオルケタ（パラグアイ）。

## 形態
全長14センチメートル。上面の羽衣は暗赤褐色。肩羽や雨覆は黒く、白い横縞が入る。喉の羽衣は淡黄色、胸部の羽衣は淡黄褐色。体側面の羽衣は白く、黒く幅広い横縞が入る。腹部の羽衣は白い。
嘴は灰色で、先端が黄色みを帯びる。後肢は暗褐色。

## 生態
水深が3センチメートル程度で丈の長い草からなる湿原に生息する。

## 人間との関係
開発や野焼き、ユーカリの植樹による生息地の破壊などにより生息数は減少していると考えられている。